# 1911 în științifico-fantastic
- 1910 în științifico-fantastic — 1911 în științifico-fantastic — 1912 în științifico-fantastic

1911 în științifico-fantastic a implicat o serie de evenimente:

## Nașteri și decese

### Nașteri
- René Barjavel (d. 1985)
- David Bear (d. 1982)
- Anthony Boucher, Pseudonimul lui William Anthony Parker White (d. 1968)
- Reginald Bretnor (d. 1992)
- Charles V. De Vet (d. 1997)
- Jack Finney (d. 1995)
- Gardner Fox (d. 1986)
- Raymond Z. Gallun (d. 1994)
- William Golding (d. 1993)
- L. Ron Hubbard (d. 1986)
- Hans K. Kaiser (Pseudonim Karl Hansen; d. 1985)
- Gerald Kersh (d. 1968)
- Fletcher Knebel (d. 1993)
- C. L. Moore (d. 1987)
- Edmund H. North (d. 1990)
- Leigh Richmond (d. 1995)
- James H. Schmitz (d. 1981)
- George O. Smith (d. 1981)
- Margaret St. Clair (d. 1995)

### Decese
- Hans Hochfeldt (n. 1856)

## Cărți

### Romane
- Alraune de Hanns Heinz Ewers

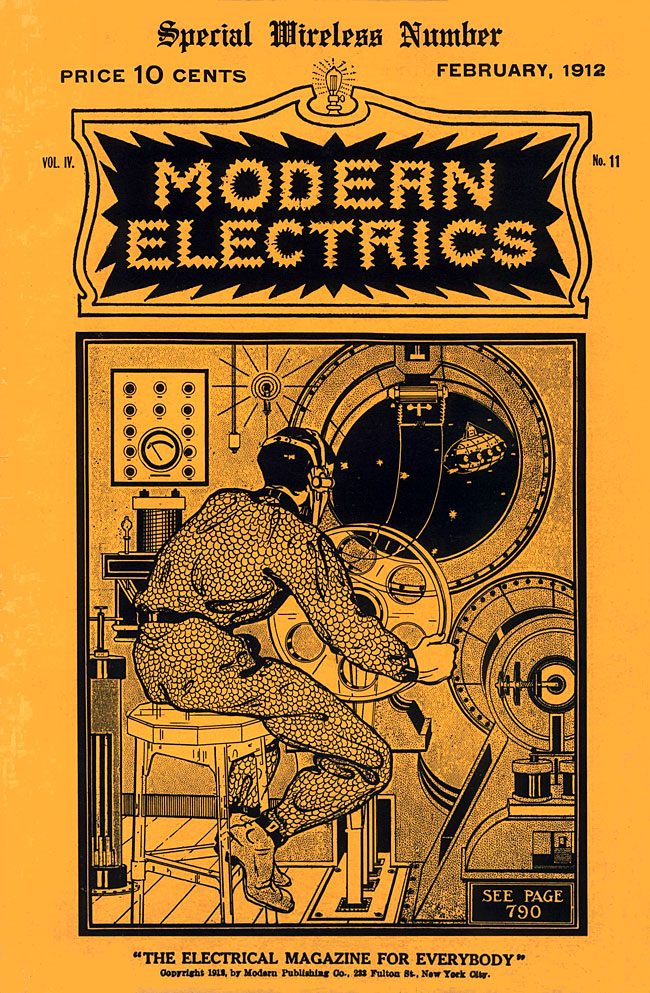
Coperta revistei Modern Electrics în care s-a publicat în foileton Ralph 124C 41+ de Hugo Gernsback

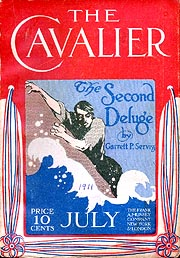
Coperta romanului The Second Deluge de Garrett P. Serviss în revista The Cavalier

- The Hampdenshire Wonder de J. D. Beresford
- Ladies Whose Bright Eyes de Ford Madox Ford
- Lupta pentru foc de Joseph-Henri Rosny ainé
- Moving the Mountain de Charlotte Perkins Gilman
- Stara Ziemia (Vechiul Pământ) de Jerzy Żuławski. Volumul al III-lea al Trylogia Księżycowa (Trilogia Lunară)[2]
- Ralph 124C 41+ de Hugo Gernsback (în foileton în revista Modern Electrics)
- The Second Deluge de Garrett P. Serviss

## Filme
| Titlu             | Regizor      | Distribuție | Țara                                                  | Sub-Gen /Note |
| ----------------- | ------------ | ----------- | ----------------------------------------------------- | ------------- |
| Aerial Anarchists | Walter Booth |             | Regatul Unit al Marii Britanii și al Irlandei de Nord |               |
|                   |              |             |                                                       |               |